# Faro Trilco
El Faro Trilco también conocido como Faro Alcatraz y Faro de Sydney´s Nao es un faro chileno ubicado en la Región del Maule. Tiene la particularidad de ser el primer faro privado de Chile. La construcción fue realizada por el empresario curicano Sydney Ojeda. Fue inaugurado el 17 de noviembre de 2006.